# Gmina Kaczory
Gmina Kaczory je polská městsko-vesnická gmina v okrese Piła ve Velkopolském vojvodství. Sídlem správy gminy je město Kaczory.
V roce 2017 zde žilo 7 900 obyvatel. Gmina má rozlohu 150,01 km² a zabírá 11,84 % rozlohy okresu.
V lokalitě funguje soukromé letiště ve vsi Śmiłowo.

## Částí gminy
StarostenstvíBrodna, Dziembowo, Dziembówko, Jeziorki, Kaczory, Krzewina, Morzewo, Prawomyśl, Równopole, Rzadkowo, Śmiłowo, Zelgniewo
Sídla bez statusu starostenstvíByszewice, Garncarsko, Kalina

## Sousední gminy
| Růžice kompasu |                | Krajenka      | Wysoka                | Růžice kompasu |
| Růžice kompasu | Piła (městská) | Sever         | Miasteczko Krajeńskie | Růžice kompasu |
| Růžice kompasu | Piła (městská) | Gmina Kaczory | Miasteczko Krajeńskie | Růžice kompasu |
| Růžice kompasu | Piła (městská) | Jih           | Miasteczko Krajeńskie | Růžice kompasu |
| Růžice kompasu | Ujście         | Chodzież      |                       | Růžice kompasu |